# Самміт (округ Джуно, Вісконсин)
Самміт (англ. Summit) — місто (англ. town) в США, в окрузі Джуно штату Вісконсин. Населення — 666 осіб (2020).

## Демографія
Згідно з переписом 2010 року, у місті мешкало 646 осіб у 250 домогосподарствах у складі 186 родин. Було 325 помешкань
Расовий склад населення:
| - 97,8 % — білих - 0,3 % — корінних американців - 1,9 % — осіб інших рас |

До двох чи більше рас належало 0,0 %. Частка іспаномовних становила 2,0 % від усіх жителів.
За віковим діапазоном населення розподілялося таким чином: 20,9 % — особи молодші 18 років, 67,6 % — особи у віці 18—64 років, 11,5 % — особи у віці 65 років та старші. Медіана віку мешканця становила 45,3 року. На 100 осіб жіночої статі у місті припадало 108,4 чоловіків;  на 100 жінок у віці від 18 років та старших — 109,4 чоловіків також старших 18 років.
Середній дохід на одне домашнє господарство  становив 78 251 долар США (медіана — 57 500), а середній дохід на одну сім'ю — 91 912 долари (медіана — 71 136). Медіана доходів становила 47 813 долари для чоловіків та 39 107 доларів для жінок. За межею бідності перебувало 6,6 % осіб, у тому числі 5,4 % дітей у віці до 18 років та 4,0 % осіб у віці 65 років та старших.
Цивільне працевлаштоване населення становило 385 осіб. Основні галузі зайнятості: виробництво — 20,8 %, освіта, охорона здоров'я та соціальна допомога — 19,5 %, роздрібна торгівля — 11,9 %, сільське господарство, лісництво, риболовля — 10,9 %.